# Октант (сазвежђе)
Октант (лат. Octans) је једно од 88 савремених сазвежђа. Увео га је у 18. веку француски астроном Никола Луј де Лакај и назвао га по октанту, поморском навигационом инструменту за одређивање висине небеских објеката над хоризонтом. У Октанту се налази јужни небески пол.

## Звезде
Најсјајнија звезда овог сазвежђа је ни Октанта, наранџасти џин магнитуде 3,73, од Сунца удаљен приближно 64 светлосне године.
Друга најсјајнија је бета Октанта, жутонаранџасти џин магнитуде 4,1. Алфа Октанта спектроскопска двојна звезда коју чине два џина, има магнитуду од свега 5,15.
Сигма Октанта је јужном полу најближа звезда видљива голим оком (на око 1° од јужног небеског пола).